# Народжені жити
«Народжені жити» (вірм. «Կոչված են ապրելու») — чорно-білий радянський художній фільм 1960 року, знятий на кіностудії «Вірменфільм» режисером Лаертом Вагаршяном.

## Сюжет
Одна з новел розповідає історію двох братів. Вони виявилися розлучені після різанини вірмен, що сталася в 1915 році. Один з братів гине під час Німецько-радянської війни, а другий опиняється за кордоном, за океаном. Брат, що залишився в живих, приїжджає до Вірменії, для того, щоб знайти дітей свого загиблого брата.

## У ролях
- Гурген Тонунц —  Гурген Арамян
- Павло Луспекаєв —  Вазген Арамян
- Давид Малян —  Петросян
- Роза Макагонова —  Аня
- Олександр Беніамінов —  божевільний старий
- С. Маргарян —  Вова
- Валентин Брилєєв —  Степан
- А. Бадалян —  Маша
- Петро Вескляров —  Остап
- Майя Блінова —  Марфа
- Євген Агафонов —  Костя
- Е.Муратова —  Люба
- Данута Столярська —  Наташа
- Анатолій Соловйов —  Дмитро Петрович
- Ольга Лебзак —  тітка Таня
- Сергій Давідян —  Марчелло
- Фелікс Яворський —  Арнольд
- Михайло Бєлоусов —  полковник
- Лев Барашков —  Сашко
- Геннадій Юхтін —  Гриша

## Знімальна група
- Режисер — Лаерт Вагаршян
- Сценаристи — Арнольд Агабабов, Лаерт Вагаршян, Сабір Різаєв
- Оператор — Артем Джалалян
- Композитор — Едгар Оганесян
- Художники — Рафаель Бабаян, Грачья Мекінян